# Кубок IBU 2014/2015
Кубок IBU по биатлону сезона 2014/2015 — серия международных соревнований по биатлону, состоящая из 7 этапов, которые начались 29 ноября 2014 года в норвежском Бейтостолене и завершились 7 марта 2015 года в канадском Кэнморе.

## Календарь соревнований
В зачёт Кубка IBU идут результаты 8 этапов.
| Место          | Дата                  | Спр   | ГП    | ИГ | СЭ | Примечания                  |
| -------------- | --------------------- | ----- | ----- | -- | -- | --------------------------- |
| Бейтостолен    | 29—30 ноября          | ● ●   |       |    |    | 1-й этап ↓ результат кратко |
| Валь-Мартелло  | 13—14 декабря         | [ 1 ] | [ 1 ] |    |    |                             |
| Обертиллиах    | 16—20 декабря         | ● ●   |       | ●  | ●  | 2-й этап ↓ результат кратко |
| Душники-Здруй  | 9—10 января           | ● ●   | [ 2 ] |    |    | 3-й этап ↓ результат кратко |
| Риданна        | 16—18 января          | ●     | ●     |    | ●  | 4-й этап ↓ результат кратко |
| Отепя          | 29 января — 1 февраля | ●     | ●     | ●  |    | ЧЕ ↓ результат кратко       |
| Брезно-Осрблье | 7—8 февраля           | ●     | ●     |    |    | 5-й этап ↓ результат кратко |
| Кэнмор         | 28 февраля — 1 марта  | ● ●   |       |    |    | 6-й этап ↓ результат кратко |
| Кэнмор         | 4—7 марта             | ●     |       | ●  | ●  | 7-й этап ↓ результат кратко |

## Зачёт призовых мест
| Страна   | м/ж       |    |   |    |
| -------- | --------- | -- | - | -- |
| Германия | всего 25  | 14 | 7 | 4  |
| Германия | мужчины   | 5  | 5 | 3  |
| Германия | женщины   | 8  | 1 | 1  |
| Германия | смешанная | 1  | 1 | 0  |
| Россия   | всего 36  | 11 | 9 | 16 |
| Россия   | мужчины   | 6  | 3 | 7  |
| Россия   | женщины   | 5  | 6 | 8  |
| Россия   | смешанная | 0  | 0 | 1  |
| Норвегия | всего 10  | 4  | 4 | 2  |
| Норвегия | мужчины   | 3  | 3 | 1  |
| Норвегия | женщины   | 0  | 1 | 1  |
| Норвегия | смешанная | 1  | 0 | 0  |
| Франция  | всего 7   | 2  | 2 | 3  |
| Франция  | мужчины   | 2  | 0 | 1  |
| Франция  | женщины   | 0  | 1 | 1  |
| Франция  | смешанная | 0  | 1 | 1  |
| Украина  | всего 4   | 2  | 2 | 0  |
| Украина  | мужчины   | 1  | 0 | 0  |
| Украина  | женщины   | 1  | 2 | 0  |
| Украина  | смешанная | 0  | 0 | 0  |
| Италия   | всего 2   | 1  | 1 | 0  |
| Италия   | мужчины   | 0  | 0 | 0  |
| Италия   | женщины   | 1  | 1 | 0  |
| Италия   | смешанная | 0  | 0 | 0  |
| Польша   | всего 1   | 1  | 0 | 0  |
| Польша   | мужчины   | 0  | 0 | 0  |
| Польша   | женщины   | 1  | 0 | 0  |
| Польша   | смешанная | 0  | 0 | 0  |
| Латвия   | всего 1   | 1  | 0 | 0  |
| Латвия   | мужчины   | 1  | 0 | 0  |
| Латвия   | женщины   | 0  | 0 | 0  |
| Латвия   | смешанная | 0  | 0 | 0  |
| Австрия  | всего 1   | 0  | 1 | 0  |
| Австрия  | мужчины   | 0  | 1 | 0  |
| Австрия  | женщины   | 0  | 0 | 0  |
| Австрия  | смешанная | 0  | 0 | 0  |
| Беларусь | всего 2   | 0  | 0 | 2  |
| Беларусь | мужчины   | 0  | 0 | 0  |
| Беларусь | женщины   | 0  | 0 | 2  |
| Беларусь | смешанная | 0  | 0 | 0  |
| Япония   | всего 1   | 0  | 0 | 1  |
| Япония   | мужчины   | 0  | 0 | 0  |
| Япония   | женщины   | 0  | 0 | 1  |
| Япония   | смешанная | 0  | 0 | 0  |
| Канада   | всего 1   | 0  | 0 | 1  |
| Канада   | мужчины   | 0  | 0 | 1  |
| Канада   | женщины   | 0  | 0 | 0  |
| Канада   | смешанная | 0  | 0 | 0  |

## Результаты соревнований

### 1-й этап —Бейтостолен(29 — 30 ноября 2014 года)
| Гонка                                                                     | Женщины | Мужчины |
| ------------------------------------------------------------------------- | --- | --- |
| Спринт 1. 29 ноября 2014 Мужчины: 10 км 2. 29 ноября 2014 Женщины: 7.5 км | 1. Вероника Новаковска-Жемняк 21:36.8 (1) 2. Бента Ланнхейм +10.1 (0) 3. Фуюко Судзуки +25.7 (1) 4. Анна Сола +32.8 (0) 5. Луиза Куммер +35.8 (2) 6. Жюстин Бреза +36.4 (2) Финишный протокол | 1. Андрей Расторгуев 26:02.8 (2) 2. Ларс Бергер +2.0 (2) 3. Михаэль Вилляйтнер +4.3 (0) 4. Эрленн Бьёнтегор 5. Флоран Клод 6. Алексей Слепов Финишный протокол |
| Спринт 1. 30 ноября 2014 Мужчины: 10 км 2. 30 ноября 2014 Женщины: 7.5 км | 1. Евгения Селедцова 21:25.3 (0) 2. Жюстин Бреза +2.5 (1) 3. Ирина Кривко +6.1 (0) 4. Ульяна Кайшева +18.7 (0) 5. Барбора Томешова +23.0 (1) 6. Анна Никулина +26.1 (1) Финишный протокол     | 1. Флориан Граф 25:25.9 (1) 2. Алексей Слепов +16.6 (1) 3. Хенрик Л’Абе-Лунд +28.6 (1) 4. Флоран Клод 5. Артём Прима 6. Ларс Бергер Финишный протокол          |

Положение спортсменов в общем зачёте после первого этапа:
1. Жюстин Бреза 92
2. Евгения Селедцова 89
3. Вероника Новаковска-Жемняк 88
4. Бента Ланнхейм[нем.] 80
5. Ирина Кривко 78

Общий зачёт
1. Ларс Бергер 92
2. Алексей Слепов 92
3. Флориан Граф 89
4. Хенрик Л’Абе-Лунд 84
5. Флоран Клод 83

Общий зачёт

### 2-й этап —Валь Мартелло(13 — 14 декабря 2014 года)
| Гонка                                                                                    | Женщины        | Мужчины        |
| ---------------------------------------------------------------------------------------- | -------------- | -------------- |
| Индивидуальная гонка 1. 13 декабря 2014 Женщины: 15 км 2. 13 декабря 2014 Мужчины: 20 км | Гонка отменена | Гонка отменена |
| Спринт 1. 14 декабря 2014 Женщины: 7.5 км 2. 14 декабря 2014 Мужчины: 10 км              | Гонка отменена | Гонка отменена |

### 2-й этап —Обертиллиах(16 — 20 декабря 2014 года)
| Гонка                                                                                      | Женщины | Мужчины |
| ------------------------------------------------------------------------------------------ | --- | --- |
| Индивидуальная гонка 1. 16 декабря 2014 Мужчины: 20 км 2. 16 декабря 2014 Женщины: 15 км   | 1. Тина Бахман 46:56.2 (1) 2. Ирина Варвинец +7.9 (0) 3. Дарья Юркевич +26.7 (0) 4. Аита Гаспарин +50.2 (2) 5. Юлия Журавок +1:18.3 (1) 6. Сузанна Курцхалер +1:22.4 (1) Финишный протокол | 1. Виталий Кильчицкий 50:12.5 (1) 2. Свен Гроссеггер +38.5 (2) 3. Пётр Пащенко +49.1 (1) 4. Клеман Дюмон +1:02.7 (0) 5. Маттиас Бишль +1:04.5 (1) 6. Кристоффер Скьелвик +1:40.3 (2) Финишный протокол                                                                                          |
| Спринт 1. 17 декабря 2014 Мужчины: 12.5 км 2. 17 декабря 2014 Женщины: 10 км               | 1. Федерика Санфилиппо 20:40.4 (0) 2. Анастасия Меркушина +33.5 (0) 3. Анна Щербинина +41.6 (0) 4. Каролин Лёйниг +43.6 (0) 5. Хло Шевалье +44.0 (1) 6. Анна Никулина +46.0 (1) Финишный протокол                                                                                               | 1. Батист Жути 25:53.8 (2) 2. Бенедикт Долль +6.1 (1) 3. Антонен Гигонна +15.4 (2) 4. Вегард Ермуннсхёуг +23.2 (2) 5. Ларс Хельге Биркеланн +23.8 (0) 6. Антон Бабиков +25.3 (2) Финишный протокол                                                                                              |
| Спринт 1. 19 декабря 2014 Мужчины: 10 км 2. 19 декабря 2014 Женщины: 7.5 км                | 1. Ирина Варвинец 21:39.2 (0) 2. Федерика Санфилиппо +4.6 (1) 3. Анна Никулина +10.0 (1) 4. Галина Нечкасова +14.6 (1) 5. Марен Хаммершмидт +15.7 (0) 6. Ульяна Кайшева +18.3 (1) Финишный протокол                                                                                             | 1. Батист Жути 26:02.1 (0) 2. Флориан Граф +0.3 (1) 3. Скотт Гоу +1.6 (0) 4. Бенедикт Долль +5.4 (2) 5. Антон Бабиков +6.2 (1) 6. Алексей Волков +9.1 (0) Финишный протокол |
| Смешанная эстафета 1. 20 декабря 2014 Мужчины: 4х7.5 км 2. 20 декабря 2014 Женщины: 4х6 км | 1. Норвегия 1:10:39.8 (2+5) (Текла Брун-Ли, Хильде Фенне, Вегард Ермуннсхёуг, Ларс Хельге Биркеланн) 2. Германия +29.7 (0+10) (Анника Кнолль, Марен Хаммершмидт, Флориан Граф, Бенедикт Долль) 3. Франция +52.6 (0+7) (Лена Арно, Хлоя Шевалье, Батист Жути, Антонен Гигонна) Финишный протокол | 1. Норвегия 1:10:39.8 (2+5) (Текла Брун-Ли, Хильде Фенне, Вегард Ермуннсхёуг, Ларс Хельге Биркеланн) 2. Германия +29.7 (0+10) (Анника Кнолль, Марен Хаммершмидт, Флориан Граф, Бенедикт Долль) 3. Франция +52.6 (0+7) (Лена Арно, Хлоя Шевалье, Батист Жути, Антонен Гигонна) Финишный протокол |

Положение спортсменов в общем зачёте после второго этапа:
1. Анна Никулина 186
2. Ирина Варвинец 145
3. Дарья Юркевич 142
4. Федерика Санфилиппо 126
5. Хлоя Шевалье 122

Общий зачёт
1. Батист Жути 185
2. Бенедикт Долль 174
3. Алексей Слепов 168
4. Флориан Граф 143
5. Антон Бабиков 136

Общий зачёт

### 3-й этап —Душники-Здруй(9 — 11 января 2015 года)
| Гонка                                                                                   | Женщины | Мужчины |
| --------------------------------------------------------------------------------------- | --- | --- |
| Спринт 1. 9 января 2015 Женщины: 7.5 км 2. 9 января 2015 Мужчины: 10 км                 | 1. Ирина Трусова 21:15.2. (0) 2. Анна Никулина +46.2 (1) 3. Екатерина Юрлова +53.8 (1) 4. Яна Бондарь +1:01.5 (1) 5. Анаис Шевалье +1:13.2 (1) 6. Татьяна Семёнова +1:13.5 (2) Финишный протокол | 1. Флориан Граф 25:25.3 (0) 2. Алексей Слепов +27.3 (2) 3. Матвей Елисеев +28.2 (2) 4. Хенрик Л’Абе-Лунд +45.9 (1) 5. Хавард Гутубо Богетвейт +46.8 (1) 6. Андреас Далое Вернес +55.5 (1) Финишный протокол |
| Спринт 1. 10 января 2015 Женщины: 7.5 км 2. 10 января 2015 Мужчины: 10 км               | 1. Мириам Гёсснер 22:06.2. (2) 2. Ольга Якушова +5.9 (0) 3. Надин Хорхлер +7.9 (0) 4. Каролина Питон +16.0 (1) 5. Магдалена Гвиздонь +23.3 (1) 6. Текла Брун-Ли +40.5 (1) Финишный протокол      | 1. Йоханнес Кюн 25:51.1 (0) 2. Хенрик Л’Абе-Лунд +19.6 (2) 3. Матвей Елисеев +23.2 (1) 4. Слепов, Алексей +47.2 (3) 5. Флориан Граф +54.7 (2) 6. Флоран Клод +57.4 (1) Финишный протокол                    |
| Гонка преследования 1. 11 января 2015 Женщины: 10 км 2. 11 января 2015 Мужчины: 12.5 км | Гонка отменена | Гонка отменена |

Положение спортсменов в общем зачёте после третьего этапа:
1. Анна Никулина 264
2. Хлоя Шевалье 162
3. Ольга Якушова 150
4. Ирина Варвинец 145
5. Бента Ланнхейм[нем.] 144

Общий зачёт
1. Алексей Слепов 265
2. Флориан Граф 243
3. Антонен Гигонна 200
4. Батист Жути 185
5. Андреас Далое Вернес[нем.] 183

Общий зачёт

### 4-й этап —Риданна(16 — 18 января 2015 года)
| Гонка                                                                                   | Женщины | Мужчины |
| --------------------------------------------------------------------------------------- | --- | --- |
| Спринт 1. 16 января 2015 Женщины: 7.5 км 2. 16 января 2015 Мужчины: 10 км               | 1. Мириам Гёсснер 23:51.7 (1) 2. Екатерина Юрлова +13.3 (1) 3. Ольга Якушова +27.1 (0) 4. Татьяна Семёнова +28.6 (2) 5. Яна Бондарь +34.7 (2) 6. Каролин Хорхлер +47.5 (0) Финишный протокол | 1. Алексей Слепов 28:18.0 (2) 2. Ларс Хельге Биркеланн +12.8 (0) 3. Матвей Елисеев +15.3 (1) 4. Кристоф Штефан +28.6 (1) 5. Томаш Крупчик +32.3 (0) 6. Матье Легран +50.0 (0) Финишный протокол |
| Гонка преследования 1. 17 января 2015 Женщины: 10 км 2. 17 января 2015 Мужчины: 12.5 км | 1. Мириам Гёсснер 24:28.7 (5) 2. Екатерина Юрлова +10.1 (3) 3. Колин Варсен +1:06.7 (1) 4. Алексия Рунггальдир +1:17.1 (2) 5. Юлия Журавок +1:18.2 (0) 6. Каролин Хорхлер +1:24.9 (2) Финишный протокол                                                                                            | 1. Ларс Хельге Биркеланд 40:12.4 (0) 2. Алексей Слепов +24.8 (5) 3. Матвей Елисеев +1:39.7 (6) 4. Кристоф Штефан +1:43.5 (1) 5. Флоран Клод +1:44.5 (2) 6. Хавард Гутубо Богетвейт +1:44.8 (0) Финишный протокол                                                                                   |
| Смешанная эстафета 1. 18 января 2015 Женщины: 2х6 км + Мужчины: 2х7.5 км                | 1. Германия 1:26:39.0 (0+9) (Анника Кнолль, Каролин Хорхлер, Йоханнес Кюн, Кристоф Штефан) 2. Франция 1:26:39.4 (0+9) (Анаис Шевалье, Колин Варсен, Флоран Клод, Антонен Гигонна) 3. Россия 1:27:51.2 (2+11) (Ольга Якушова, Екатерина Юрлова, Тимур Махамбетов, Алексей Слепов) Финишный протокол | 1. Германия 1:26:39.0 (0+9) (Анника Кнолль, Каролин Хорхлер, Йоханнес Кюн, Кристоф Штефан) 2. Франция 1:26:39.4 (0+9) (Анаис Шевалье, Колин Варсен, Флоран Клод, Антонен Гигонна) 3. Россия 1:27:51.2 (2+11) (Ольга Якушова, Екатерина Юрлова, Тимур Махамбетов, Алексей Слепов) Финишный протокол |

Положение спортсменов в общем зачёте после четвёртого этапа:
1. Анна Никулина 300
2. Ольга Якушова 228
3. Мириам Гёсснер 212
4. Хлоя Шевалье 198
5. Надин Хорхлер 184

Общий зачёт
1. Алексей Слепов 379
2. Флориан Граф 287
3. Антонен Гигонна 262
4. Матвей Елисеев 239
5. Вегард Ермуннсхёуг 230

Общий зачёт

### Чемпионат Европы —Отепя(29 января — 1 февраля 2015 года)
| Гонка                                                                                  | Женщины | Мужчины |
| -------------------------------------------------------------------------------------- | --- | --- |
| Индивидуальная гонка 1. 29 января 2015 Мужчины: 20 км 2. 29 января 2015 Женщины: 15 км | 1. Луминица Пишкоран 51:15.7 (5) 2. Кристина Ридер +20.6 (3) 3. Екатерина Юрлова +47.5 (7) 4. Анаис Шевалье +1:00.2 (5) 5. Моника Хойниш +1:16.0 (6) 6. Терезия Полякова +1:18.1 (6) Финишный протокол      | 1. Алексей Волков 53:23.6 (2) 2. Сергей Семёнов +1:05.6 (4) 3. Владимир Илиев +1:31.2 (4) 4. Красимир Анев +2:17.3 (4) 5. Ларс Хельге Биркеланн +2:21.0 (4) 6. Артём Тищенко +2:23.1 (3) Финишный протокол          |
| Спринт 1. 31 января 2015 Мужчины: 20 км 2. 31 января 2015 Женщины: 15 км               | 1. Колин Варсен 20:26.4 (0) 2. Вероника Новаковска-Жемняк +9.7 (1) 3. Екатерина Шумилова +10.1 (1) 4. Тина Бахман +17.4 (1) 5. Ирина Кривко +18.4 (1) 6. Хлоя Шевалье +22.7 (0) Финишный протокол           | 1. Алексей Слепов 22:38.0 (0) 2. Ларс Хельге Биркеланн +14.5 (1) 3. Антонен Гигонна +37.8 (1) 4. Андреас Далое Вернес +42.2 (0) 5. Вегард Бьорн Ермуннсхёуг +42.4 (2) 6. Владимир Илиев +52.6 (3) Финишный протокол |
| Гонка преследования 1. 1 февраля 2015 Мужчины: 20 км 2. 1 февраля 2015 Женщины: 15 км  | 1. Екатерина Шумилова 33:07.4 (2) 2. Ирина Варвинец +31.9 (2) 3. Екатерина Юрлова +54.1 (3) 4. Кристина Гузик +1:18.5 (3) 5. Анастасия Дуборезова +1:27.2 (3) 6. Ирина Кривко +1:39.0 (4) Финишный протокол | 1. Алексей Слепов 33:21.0 (3) 2. Красимир Анев +44.3 (4) 3. Антон Бабиков +50.7 (4) 4. Ларс Хельге Биркеланн +50.8 (5) 5. Флориан Граф +1:09.1 (4) 6. Антонен Гигонна +1:10.1 (4) Финишный протокол                 |

Положение спортсменов в общем зачёте после Чемпионата Европы:
1. Екатерина Юрлова 308
2. Анна Никулина 300
3. Хлоя Шевалье 280
4. Ирина Варвинец 254
5. Ольга Якушова 233

Общий зачёт
1. Алексей Слепов 499
2. Флориан Граф 389
3. Антонен Гигонна 373
4. Ларс Хельге Биркеланн 357
5. Вегард Ермуннсхёуг 298

Общий зачёт

### 5-й этап —Осрблье(7 — 8 февраля 2015 года)
| Гонка                                                                                   | Женщины | Мужчины |
| --------------------------------------------------------------------------------------- | --- | --- |
| Спринт 1. 7 февраля 2015 Мужчины: 10 км 2. 7 февраля 2015 Женщины: 7.5 км               | 1. Нечкасова Галина 21:04.7 (1) 2. Ольга Якушова +1,7 (0) 3. Сюннёве Сулемдал +2,5 (0) 4. Анна Никулина +8,8 (0) 5. Анастасия Калина +11,0 (0) 6. Волкова Евгения +16,5 (1) Финишный протокол              | 1. Ларс Хельге Биркеланн 24:01.2 (0) 2. Йоханнес Кюн +14,0 (1) 3. Алексей Корнев +15,2 (0) 4. Пётр Пащенко +18,7 (1) 5. Александр Печёнкин +27,3 (2) 6. Мартин Энг +39,3 (1) Финишный протокол             |
| Гонка преследования 1. 8 февраля 2015 Мужчины: 12.5 км 2. 8 февраля 2015 Женщины: 10 км | 1. Каролин Хорхлер 33:01.3 (0) 2. Галина Нечкасова +48.4 (4) 3. Ольга Якушова +1:06.9 (3) 4. Татьяна Семёнова +1:35.3 (7) 5. Евгения Волкова +2:02.3 (4) 6. Сюннёве Сулемдал +2:20.2 (5) Финишный протокол | 1. Ларс Хельге Биркеланн 39:09.5 (4) 2. Йоханнес Кюн +32.7 (4) 3. Флориан Граф +1:02.0 (5) 4. Мартин Энг +1:06.7 (3) 5. Александр Печёнкин +1:11.4 (6) 6. Вегард Ермуннсхёуг +1:47.0 (4) Финишный протокол |

Положение спортсменов в общем зачёте после пятого этапа:
1. Анна Никулина 370
2. Ольга Якушова 335
3. Екатерина Юрлова 308
4. Хлоя Шевалье 280
5. Галина Нечкасова 268

Общий зачёт
1. Алексей Слепов 499
2. Ларс Хельге Биркеланн 477
3. Флориан Граф 473
4. Антонен Гигонна 373
5. Йоханнес Кюн 364

Общий зачёт

### 6-й этап —Кэнмор(28 февраля — 1 марта 2015 года)
| Гонка                                                                       | Женщины | Мужчины |
| --------------------------------------------------------------------------- | --- | --- |
| Спринт 1. 28 февраля 2015 Мужчины: 10 км 2. 28 февраля 2015 Женщины: 7.5 км | 1. Каролин Хорхлер 19.46.4 (0) 2. Эмма Лундер +5.1 (0) 3. Марин Боллье +8.0 (1) 4. Анна Никулина +16.7 (1) 5. Галина Нечкасова +27.5 (1) 6. Кайя-Вёйен Николайсен +38.3 (1) Финишный протокол | 1. Алексей Корнев 24.41.5 (0) 2. Антонен Гигонна +0.5 (1) 3. Батист Жути +3.6 (0) 4. Флориан Граф +7.0 (1) 5. Йоханнес Кюн +17.2 (1) 6. Пьетро Дутто +30.4 (1) Финишный протокол     |
| Спринт 1. 1 марта 2015 Мужчины: 10 км 2. 1 марта 2015 Женщины: 7.5 км       | 1. Каролин Хорхлер 19:58.7 (0) 2. Зина Кокер +17.8 (1) 3. Марин Боллье +38.2 (1) 4. Кайя-Вёйен Николайсен +46.4 (2) 5. Мириам Гёсснер +48.6 (4) 6. Анаис Шевалье +52.9 (2) Финишный протокол  | 1. Флориан Граф 24.36.1 (0) 2. Антонен Гигонна +12.5 (2) 3. Кристоф Штефан +26.8 (1) 4. Йоханнес Кюн +29.7 (2) 5. Пьетро Дутто +30.7 (1) 6. Давид Коматц +39.0 (1) Финишный протокол |

Положение спортсменов в общем зачёте после шестого этапа:
1. Анна Никулина 431
2. Ольга Якушова 392
3. Каролин Хорхлер 378
4. Галина Нечкасова 334
5. Татьяна Семёнова 317

Общий зачёт
1. Флориан Граф 576
2. Алексей Слепов 499
3. Антонен Гигонна 481
4. Ларс Хельге Биркеланн 477
5. Йоханнес Кюн 447

Общий зачёт

### 7-й этап —Кэнмор(4 — 7 марта 2015 года)
| Гонка                                                                              | Женщины | Мужчины |
| ---------------------------------------------------------------------------------- | --- | --- |
| Индивидуальная гонка 1. 4 марта 2015 Женщины: 15 км 2. 4 марта 2015 Мужчины: 20 км | 1. Каролин Хорхлер 44:34.4 (1) 2. Кайя-Вёйен Николайсен +12.2 (2) 3. Марин Боллье +1:02.2 (3) 4. Галина Нечкасова +2:00.3 (4) 5. Анаис Шевалье +2:04.8 (3) 6. Сара Бодри +2:23.1 (1) Финишный протокол | 1. Матвей Елисеев 50:25.1 (2) 2. Кристоф Штефан +19.9 (1) 3. Вегард Ермуннсхёуг +56.9 (1) 4. Антон Бабиков +2:05.7 (3) 5. Мартин Энг +2:21.5 (0) 6. Маттиас Бишль +2:30.7 (3) Финишный протокол |
| Спринт 1. 6 марта 2015 Женщины: 7.5 км 2. 6 марта 2015 Мужчины:10 км               | 1. Анна Никулина 20:09.8 (1) 2. Каролин Хорхлер +9.4 (0) 3. Марин Боллье +24.2 (1) 4. Зина Кокер +39.3 (2) 5. Анаис Шевалье +42.6 (1) 6. Татьяна Семёнова +43.5 (2) Финишный протокол | 1. Кристоф Штефан 25:52.1 (0) 2. Вегард Ермуннсхёуг +38.0 (2) 3. Давид Коматц +38.0 (0) 4. Пётр Пащенко +18,7 (1) +39.2 (2) 5. Михаэль Райтер +49.3 (3) 6. Флориан Граф +54.9 (2) Финишный протокол |
| Смешанная эстафета 1. 7 марта 2015 Женщины: 2х6 км + Мужчины: 2х7.5 км             | 1. Франция 1:07:05.5 (0+6) (Анаис Шевалье, Марин Боллье, Батист Жути, Антонен Гигонна) 2. Австрия 1:07:16.8 (0+9) (Кристина Ридер, Сюзанна Хофман, Михаэль Райтер, Фридрих Пинтер) 3. Италия 1:07:30.5 (0+7) (Алексия Рунггальдир, Федерика Санфилиппо, Пьетро Дутто, Джузеппе Монтелло) Финишный протокол | 1. Франция 1:07:05.5 (0+6) (Анаис Шевалье, Марин Боллье, Батист Жути, Антонен Гигонна) 2. Австрия 1:07:16.8 (0+9) (Кристина Ридер, Сюзанна Хофман, Михаэль Райтер, Фридрих Пинтер) 3. Италия 1:07:30.5 (0+7) (Алексия Рунггальдир, Федерика Санфилиппо, Пьетро Дутто, Джузеппе Монтелло) Финишный протокол |

Положение спортсменов в общем зачёте после седьмого этапа:
1. Анна Никулина 516
2. Каролин Хорхлер 492
3. Ольга Якушова 451
4. Галина Нечкасова 409
5. Татьяна Семёнова 389
6. Анаис Шевалье 365

Общий зачёт
1. Флориан Граф 625
2. Антонен Гигонна 520
3. Вегард Ермуннсхёуг 502
 Йоханнес Кюн 502
4. Кристоф Штефан 499
 Алексей Слепов 499

Общий зачёт

## Общий зачёт Кубка IBU
В общий зачёт Кубка IBU идут очки, набранные спортсменом в личных гонках (индивидуальных гонках, спринтах, гонках преследования).
Здесь и далее, курсивом выделены очки за гонки, после которых конкретный спортсмен являлся лидером соответствующего зачёта.
Жирным выделены очки за гонки, после которых спортсмены стали победителями общего зачёта Кубка IBU.

### Мужчины
| №  | Спортсмен             | Очки | Бей | Бей | Обр | Обр | Обр | Душ | Душ | Рид | Рид | Оте | Оте | Оте | Оср | Оср | Кэн | Кэн | Кэн | Кэн |
| №  | Спортсмен             | Очки | Спр | Спр | Инд | Спр | Спр | Спр | Спр | Спр | Прс | Инд | Спр | Прс | Спр | Прс | Спр | Спр | Инд | Спр |
| -- | --------------------- | ---- | --- | --- | --- | --- | --- | --- | --- | --- | --- | --- | --- | --- | --- | --- | --- | --- | --- | --- |
| 1  | Флориан Граф          | 625  | 29  | 60  | -   | 0   | 54  | 60  | 40  | 22  | 22  | 36  | 26  | 40  | 36  | 48  | 43  | 60  | 11  | 38  |
| 2  | Антонен Гигонна       | 520  | 32  | 18  | 8   | 48  | 29  | 31  | 34  | 30  | 32  | 25  | 48  | 38  | -   | -   | 54  | 54  | 32  | 7   |
| 3  | Вегард Ермуннсхёуг    | 502  | 0   | 23  | 0   | 43  | 32  | 32  | 36  | 28  | 36  | -   | 40  | 28  | 22  | 38  | 34  | 8   | 48  | 54  |
| 3  | Йоханнес Кюн          | 502  | 30  | 36  | 26  | -   | -   | -   | 60  | 26  | 30  | 28  | 1   | 19  | 54  | 54  | 40  | 43  | 27  | 28  |
| 5  | Кристоф Штефан        | 499  | 13  | 0   | 4   | 26  | 25  | 19  | 32  | 43  | 43  | -   | 28  | 34  | 0   | 34  | 36  | 48  | 54  | 60  |
| 5  | Алексей Слепов        | 499  | 38  | 54  | 22  | 28  | 26  | 54  | 43  | 60  | 54  | 0   | 60  | 60  | -   | -   | -   | -   | -   | -   |
| 7  | Ларс Хельге Биркеланн | 477  | -   | -   | -   | 40  | 22  | 27  | 17  | 54  | 60  | 40  | 54  | 43  | 60  | 60  | -   | -   | -   | -   |
| 8  | Маттиас Бишль         | 469  | -   | -   | 40  | 16  | 23  | 34  | 28  | 34  | 34  | 11  | 22  | 25  | 31  | 36  | 30  | 36  | 38  | 31  |
| 9  | Матвей Елисеев        | 419  | -   | -   | -   | 17  | 30  | 48  | 48  | 48  | 48  | 32  | 0   | 3   | -   | -   | 32  | 28  | 60  | 25  |
| 10 | Батист Жути           | 388  | 16  | 28  | 21  | 60  | 60  | -   | -   | -   | -   | 0   | 36  | 24  | -   | -   | 48  | 32  | 29  | 34  |

### Женщины
| №  | Спортсмен           | Очки | Бей | Бей | Обр | Обр | Обр | Душ | Душ | Рид | Рид | Оте | Оте | Оте | Оср | Оср | Кэн | Кэн | Кэн | Кэн |
| №  | Спортсмен           | Очки | Спр | Спр | Инд | Спр | Спр | Спр | Спр | Спр | Прс | Инд | Спр | Прс | Спр | Прс | Спр | Спр | Инд | Спр |
| -- | ------------------- | ---- | --- | --- | --- | --- | --- | --- | --- | --- | --- | --- | --- | --- | --- | --- | --- | --- | --- | --- |
| 1  | Анна Никулина       | 516  | 34  | 38  | 28  | 38  | 48  | 54  | 24  | 16  | 20  | -   | -   | -   | 43  | 27  | 43  | 18  | 25  | 60  |
| 2  | Каролин Хорхлер     | 492  | 20  | 34  | -   | -   | -   | -   | -   | 38  | 38  | 20  | 16  | 0   | 32  | 60  | 60  | 60  | 60  | 54  |
| 3  | Ольга Якушова       | 451  | 6   | -   | -   | 29  | 34  | 27  | 54  | 48  | 30  | 5   | -   | -   | 54  | 48  | 27  | 30  | 31  | 28  |
| 4  | Галина Нечкасова    | 409  | -   | -   | 27  | 34  | 43  | -   | -   | -   | -   | -   | 30  | 20  | 60  | 54  | 40  | 26  | 43  | 32  |
| 5  | Татьяна Семёнова    | 389  | -   | -   | -   | -   | -   | 38  | 0   | 43  | 29  | 22  | 17  | 25  | 34  | 43  | 34  | 32  | 34  | 38  |
| 6  | Анаис Шевалье       | 365  | -   | -   | -   | -   | -   | 40  | 23  | 24  | 32  | 43  | 28  | 32  | -   | -   | 25  | 38  | 40  | 40  |
| 7  | Алексия Рунггальдир | 351  | 0   | 12  | 34  | 27  | 12  | 5   | 11  | 28  | 43  | 19  | 6   | 10  | 23  | 28  | 31  | 27  | 15  | 20  |
| 8  | Бента Ланнхейм      | 349  | 54  | 26  | -   | -   | -   | 34  | 30  | -   | -   | 13  | 18  | 31  | 19  | 25  | 21  | 29  | 20  | 29  |
| 9  | Мириам Гёсснер      | 348  | -   | -   | -   | -   | -   | 32  | 60  | 60  | 60  | -   | -   | -   | -   | -   | 36  | 40  | 30  | 30  |
| 10 | Текла Брун-Ли       | 343  | -   | -   | 10  | 10  | 31  | 25  | 38  | 36  | 31  | 1   | 29  | 34  | -   | -   | 28  | 23  | 23  | 24  |

## Зачёт Малого кубка IBU
Малый Кубок IBU разыгрывается по каждой дисциплине отдельно.

### Спринтерские гонки
Мужчины
| №  | Спортсмен             | Очки | Бей | Бей | Обр | Обр | Душ | Душ | Рид | Оте | Оср | Кэн | Кэн | Кэн |
| -- | --------------------- | ---- | --- | --- | --- | --- | --- | --- | --- | --- | --- | --- | --- | --- |
| 1  | Флориан Граф          | 468  | 29  | 60  | 0   | 54  | 60  | 40  | 22  | 26  | 36  | 43  | 60  | 38  |
| 2  | Антонен Гигонна       | 385  | 32  | 18  | 48  | 29  | 31  | 34  | 30  | 48  | -   | 54  | 54  | 7   |
| 3  | Алексей Слепов        | 363  | 38  | 54  | 28  | 26  | 54  | 43  | 60  | 60  | -   | -   | -   | -   |
| 4  | Вегард Ермуннсхёуг    | 352  | 0   | 23  | 43  | 32  | 32  | 36  | 28  | 40  | 22  | 34  | 8   | 54  |
| 5  | Кристоф Штефан        | 330  | 13  | 0   | 26  | 25  | 19  | 32  | 43  | 28  | 0   | 36  | 48  | 60  |
| 6  | Йоханнес Кюн          | 318  | 30  | 36  | -   | -   | -   | 60  | 26  | 1   | 54  | 40  | 43  | 28  |
| 7  | Батист Жути           | 314  | 16  | 28  | 60  | 60  | -   | -   | -   | 36  | -   | 48  | 32  | 34  |
| 8  | Маттиас Бишль         | 285  | -   | -   | 16  | 23  | 34  | 28  | 34  | 22  | 31  | 30  | 36  | 31  |
| 9  | Матвей Елисеев        | 276  | -   | -   | 17  | 30  | 48  | 48  | 48  | 0   | -   | 32  | 28  | 25  |
| 10 | Ларс Хельге Биркеланн | 274  | -   | -   | 40  | 22  | 27  | 17  | 54  | 54  | 60  | -   | -   | -   |

Женщины
| №  | Спортсмен           | Очки | Бей | Бей | Обр | Обр | Душ | Душ | Рид | Оте | Оср | Кэн | Кэн | Кэн |
| -- | ------------------- | ---- | --- | --- | --- | --- | --- | --- | --- | --- | --- | --- | --- | --- |
| 1  | Анна Никулина       | 416  | 34  | 38  | 38  | 48  | 54  | 24  | 16  | -   | 43  | 43  | 18  | 60  |
| 2  | Ольга Якушова       | 337  | 6   | -   | 29  | 34  | 27  | 54  | 48  | -   | 54  | 27  | 30  | 28  |
| 3  | Каролин Хорхлер     | 314  | 20  | 34  | -   | -   | -   | -   | 38  | 16  | 32  | 60  | 60  | 54  |
| 4  | Галина Нечкасова    | 265  | -   | -   | 34  | 43  | -   | -   | -   | 30  | 60  | 40  | 26  | 32  |
| 5  | Бента Ланнхейм      | 260  | 54  | 26  | -   | -   | 34  | 30  | -   | 18  | 19  | 21  | 29  | 29  |
| 6  | Мириам Гёсснер      | 258  | -   | -   | -   | -   | 32  | 60  | 60  | -   | -   | 36  | 40  | 30  |
| 7  | Текла Брун-Ли       | 244  | -   | -   | 10  | 31  | 25  | 38  | 36  | 29  | -   | 28  | 23  | 24  |
| 8  | Татьяна Семёнова    | 236  | -   | -   | -   | -   | 38  | 0   | 43  | 17  | 34  | 34  | 32  | 38  |
| 9  | Анаис Шевалье       | 218  | -   | -   | -   | -   | 40  | 23  | 24  | 28  | -   | 25  | 38  | 40  |
| 10 | Федерика Санфилиппо | 212  | 0   | 11  | 60  | 54  | -   | -   | 0   | -   | -   | 32  | 34  | 21  |

### Индивидуальные гонки
| №  | Спортсмен          | Очки | Обр | Оте | Кэн |
| -- | ------------------ | ---- | --- | --- | --- |
| 1  | Клеман Дюмон       | 100  | 43  | 26  | 31  |
| 2  | Матвей Елисеев     | 92   | -   | 32  | 60  |
| 3  | Маттиас Бишль      | 89   | 40  | 11  | 38  |
| 4  | Йоханнес Кюн       | 81   | 26  | 28  | 27  |
| 5  | Пётр Пащенко       | 78   | 48  | -   | 30  |
| 6  | Антон Бабиков      | 77   | 0   | 34  | 43  |
| 7  | Антонен Гигонна    | 65   | 8   | 25  | 32  |
| 8  | Алексей Волков     | 60   | -   | 60  | -   |
| 8  | Виталий Кильчицкий | 60   | 60  | -   | -   |
| 10 | Лоренц Вегер       | 59   | 31  | 10  | 18  |

| №  | Спортсмен           | Очки | Обр | Оте | Кэн |
| -- | ------------------- | ---- | --- | --- | --- |
| 1  | Кристина Ридер      | 103  | 17  | 54  | 32  |
| 2  | Лея Йоханидесова    | 92   | 26  | 30  | 36  |
| 3  | Тина Бахман         | 89   | 60  | 0   | 29  |
| 4  | Анаис Шевалье       | 83   | -   | 43  | 40  |
| 5  | Каролин Хорхлер     | 80   | -   | 20  | 60  |
| 6  | Дарья Юркевич       | 76   | 48  | 28  | -   |
| 7  | Ирина Варвинец      | 75   | 54  | 21  | -   |
| 8  | Галина Нечкасова    | 70   | 27  | -   | 43  |
| 9  | Алексия Рунггальдир | 68   | 34  | 19  | 15  |
| 10 | Сюзанна Хофман      | 62   | 0   | 34  | 28  |

### Гонки преследования
| №  | Спортсмен               | Очки | Рид | Оте | Оср |
| -- | ----------------------- | ---- | --- | --- | --- |
| 1  | Ларс Хельге Биркеланн   | 163  | 60  | 43  | 60  |
| 2  | Алексей Слепов          | 114  | 54  | 60  | -   |
| 3  | Кристоф Штефан          | 111  | 43  | 34  | 34  |
| 4  | Флориан Граф            | 110  | 22  | 40  | 48  |
| 5  | Йоханнес Кюн            | 103  | 30  | 19  | 54  |
| 6  | Вегард Ермуннсхёуг      | 102  | 36  | 28  | 38  |
| 7  | Маттиас Бишль           | 95   | 34  | 25  | 36  |
| 8  | Хавард Гутубо Богетвейт | 78   | 38  | 27  | 13  |
| 9  | Антонен Гигонна         | 70   | 32  | 38  | -   |
| 10 | Флоран Клод             | 69   | 40  | 29  | -   |

| №  | Спортсмен           | Очки | Рид | Оте | Оср |
| -- | ------------------- | ---- | --- | --- | --- |
| 1  | Екатерина Юрлова    | 102  | 54  | 48  | -   |
| 2  | Каролин Хорхлер     | 98   | 38  | 0   | 60  |
| 3  | Татьяна Семёнова    | 97   | 29  | 25  | 43  |
| 4  | Алексия Рунггальдир | 81   | 43  | 10  | 28  |
| 5  | Анника Кнолль       | 81   | 36  | 15  | 30  |
| 6  | Ольга Якушова       | 78   | 30  | -   | 48  |
| 7  | Колин Варсен        | 76   | 48  | 28  | -   |
| 8  | Галина Нечкасова    | 74   | -   | 20  | 54  |
| 9  | Текла Брун-Ли       | 65   | 31  | 34  | -   |
| 10 | Анаис Шевалье       | 64   | 32  | 32  | -   |
| 10 | Ане Скров Носсум    | 64   | 22  | 18  | 24  |

#### Смешанные эстафеты
| №  | Сборная   | Очки | Обр | Рид | Кэн |
| -- | --------- | ---- | --- | --- | --- |
| 1  | Франция   | 162  | 48  | 54  | 60  |
| 2  | Германия  | 157  | 54  | 60  | 43  |
| 3  | Норвегия  | 143  | 60  | 43  | 40  |
| 4  | Россия    | 126  | 40  | 48  | 38  |
| 5  | Австрия   | 122  | 36  | 32  | 54  |
| 6  | Италия    | 116  | 32  | 36  | 48  |
| 7  | Чехия     | 106  | 34  | 38  | 34  |
| 8  | Канада    | 94   | 28  | 30  | 36  |
| 9  | Румыния   | 85   | 30  | 24  | 31  |
| 10 | Швейцария | 84   | 23  | 29  | 32  |

## Зачёт Кубка наций IBU
| №  | Страна    | Очки |
| -- | --------- | ---- |
| 1  | Россия    | 6740 |
| 2  | Германия  | 6720 |
| 3  | Норвегия  | 6688 |
| 4  | Франция   | 6221 |
| 5  | Австрия   | 5757 |
| 6  | Италия    | 5162 |
| 7  | Чехия     | 5049 |
| 8  | Швейцария | 4607 |
| 9  | Украина   | 4588 |
| 10 | Румыния   | 4258 |

| №  | Страна    | Очки |
| -- | --------- | ---- |
| 1  | Россия    | 6728 |
| 2  | Германия  | 6578 |
| 3  | Норвегия  | 6178 |
| 4  | Чехия     | 5599 |
| 5  | Франция   | 5330 |
| 6  | Австрия   | 5288 |
| 7  | Швейцария | 4658 |
| 8  | Беларусь  | 4205 |
| 9  | Украина   | 4074 |
| 10 | Польша    | 3969 |